# Palaeagapetus celsus
Palaeagapetus celsus is een schietmot uit de familie Ptilocolepidae. De soort komt voor in het Nearctisch gebied.